# Тама (град)
Тама (јап. 多摩市) град је у Јапану у префектури Токио. Према попису становништва из 2005. у граду је живело 145.877 становника.

## Становништво
Према подацима са пописа, у граду је 2005. године живело 145.877 становника.
| 1995.   | 2000.   | 2005.   |
| ------- | ------- | ------- |
| 148.113 | 145.862 | 145.877 |